# Cantón de Prades
El cantón de Prades era una división administrativa francesa, que estaba situada en el departamento de Pirineos Orientales y la región de Languedoc-Rosellón.

## Composición
El cantón estaba formado por veinte comunas:
- Campôme
- Casteil
- Catllar
- Clara
- Codalet
- Conat
- Corneilla-de-Conflent
- Eus
- Fillols
- Fuilla
- Los Masos
- Molitg-les-Bains
- Mosset
- Nohèdes
- Prades
- Ria-Sirach
- Taurinya
- Urbanya
- Vernet-les-Bains
- Villafranca de Conflent

## Supresión del cantón de Prades
En aplicación del Decreto n.º 2014-262 de 26 de febrero de 2014, el cantón de Prades fue suprimido el 22 de marzo de 2015 y sus 20 comunas pasaron a formar parte; catorce del nuevo cantón de Los Pirineos Catalanes y seis del nuevo cantón de Canigó.